# Elżbieta Ryńska
Elżbieta Dagny Ryńska – polska architekt, profesor nauk technicznych, nauczyciel akademicki Politechniki Warszawskiej i Wyższej Szkoły Ekologii i Zarządzania w Warszawie, specjalistka w zakresie organizacji i ekonomiki w projektowaniu architektonicznym.

## Życiorys
W 1993 na podstawie napisanej pod kierunkiem Witolda Wernera rozprawy pt. Architektoniczne i ekonomiczno-organizacyjne problemy przekształceń śródmiejskiej zabudowy mieszkaniowej otrzymała na Wydziale Architektury Politechniki Warszawskiej stopień naukowy doktora dziedzina nauk technicznych dyscyplina architektura i urbanistyka. Następnie uzyskała stopień doktora habilitowanego. W 2015 prezydent RP Bronisław Komorowski nadał jej tytuł naukowy profesora nauk technicznych.
Została profesorem nadzwyczajnym Wydziale Architektury Politechniki Warszawskiej w Katedrze Urbanistyki i Gospodarki Przestrzennej. Na tym wydziale pełniła stanowisko kierownika Zakładu Budownictwa, Infrastruktury i Ekonomiki Inwestycji. Była także nauczycielem akademickim Wyższej Szkoły Ekologii i Zarządzania w Warszawie.
Została członkiem Komitetu Ewaluacji Jednostek Naukowych w Ministerstwie Nauki i Szkolnictwa Wyższego (Komisja do spraw Grupy Nauk Ścisłych i Inżynierskich).